# Xã Redding, Quận Jackson, Indiana
Xã Redding (tiếng Anh: Redding Township) là một xã thuộc quận Jackson, tiểu bang Indiana, Hoa Kỳ. Năm 2010, dân số của xã này là 4.233 người.